# Acetat de calciu
Acetatul de calciu este o sare a calciului cu acidul acetic cu formula chimică Ca(CH3CO2)2, fiind întâlnit sub formă de monohidrat Ca(CH3CO2)2·H2O. Forma anhidră este foarte higroscopică.

## Obținere
Acetatul de calciu poate fi obținut în urma reacției dintre carbonat de calciu sau hidroxid de calciu și oțet:
{\displaystyle {\ce {CaCO3(s) + 2CH3COOH(aq) -> Ca(CH3COO)2(aq) + H2O(l) + CO2(g)}}}
{\displaystyle {\ce {Ca(OH)2(s) + 2CH3COOH(aq) -> Ca(CH3COO)2(aq) + 2H2O(l)}}}